# 御家流 (茶道)
御家流（おいえりゅう）は、江戸時代初期に美濃加納藩主・安藤信友が興した茶道の流派。譜代大名の安藤対馬守家（幕末期は磐城平藩主家）で伝承され、安藤家御家流ともいう。細川三斎の門人一尾伊織が興した一尾流の流れを汲み、織部流を合わせたものである。留流として安藤家中以外へは秘されてきたが、1970年より一般へ教授されるようになった。
米川流の香道、伊勢流の礼法と合わせ伝えられている。

## 歴史
安藤対馬守家の初代・安藤重信は、江戸幕府2代将軍徳川秀忠の老中として近侍し、織部流を習いとしていた。4代目の安藤信友は、和歌、連歌、発句、茶道、香道、能楽など数々の文芸を嗜み、特に茶道については一尾伊織の門人の米津田賢に入門して奥伝を受けている。これに際して家臣の塚田宗佐、三尾周助の2名が伝授を受けた。以後、織部流と一尾流とを合わせて伝えてきた。
安藤対馬守家は6代安藤信成が美濃加納藩から磐城平藩に転封され、ここで幕末を迎えている。明治維新の際の当主は12代安藤信勇であったが、幼少であったため隠居の10代安藤信正が藩政を指揮していた。信正は佐幕の姿勢を示し、奥羽越列藩同盟に加わったことから、磐城平城が落城したうえ一旦城地を没収され、信正は謹慎を余儀なくさせられた。安藤家は明治2年（1869年）8月に旧地磐城平への復帰が認められている。この混乱の中で、代々茶道役を務めていた三尾宗吉、三尾順助によって伝書や道具の類が伝えられ、綾信の実母・百合子に伝えられて現在に至っている。
現在は、安藤家の分家から15代安藤信昭の養子となった安藤綾信の長女安藤園枝が、茶道・香道における安藤家御家流の家元（茶道17世宗家・香道12世家元）を務め、活動している。
なお、安藤家の祭祀主宰者は安藤綾信であるが、霞会館（旧華族会館）に安藤家として会員になっているのは信昭の次男・安藤信和である。

## 歴代
| 代   | 名       | 生没年月日            | 備考                                        |
| ---- | -------- | --------------------- | ------------------------------------------- |
| 初   | 安藤重信 | 1557年-1621年6月29日  |                                             |
| 二   | 安藤重長 | 1600年-1657年         |                                             |
| 三   | 安藤重博 | 1640年-1698年8月9日   | 2代重長の子重之の子                         |
| 四   | 安藤信友 | 1671年-1732年         |                                             |
| 五   | 安藤信尹 | 1717年-1771年12月30日 | 4代信友の養子信周の子                       |
| 六   | 安藤信成 | 1743年-1810年5月14日  |                                             |
| 七   | 安藤信馨 | 1768年-1812年         | 6代信成の次男                               |
| 八   | 安藤信義 | 1887年-1843年         | 6代信成の長男信厚の長男                     |
| 九   | 安藤信由 | 1801年-1847年         | 7代信馨の五男                               |
| 十   | 安藤信正 | 1819年-1871年10月8日  |                                             |
| 十一 | 安藤信民 | 1859年-1863年         |                                             |
| 十二 | 安藤信勇 | 1849年-1908年         | 養子で岩村田藩内藤正義の次男、9代信由の外孫 |
| 十三 | 安藤信守 | 1865年-1914年         | 9代信正の8子                                |
| 十四 | 安藤信篤 | 1892年-1916年         |                                             |
| 十五 | 安藤信昭 | 1890年-1976年         | 養子で有馬頼万次男                          |
| 十六 | 安藤綾信 | 1932年-               |                                             |
| 十七 | 安藤園枝 |                       |                                             |